# دانلد ئی. استیوارت
دانلد ئی. استیوارت (انگلیسی: Donald E. Stewart؛ ۲۴ ژانویهٔ ۱۹۳۰ – ۲۸ آوریل ۱۹۹۹) فیلم‌نامه‌نویس و روزنامه‌نگار اهل ایالات متحده آمریکا بود.
وی بابت نگارش فیلم‌نامهٔ «گم‌شده»، برندهٔ جایزه اسکار بهترین فیلم‌نامه اقتباسی، جایزهٔ بفتا، جایزهٔ حلقه منتقدان فیلم لندن و «جایزه انجمن نویسندگان آمریکا» شد.
از فیلم‌های او می‌توان به زندان جکسون کانتی، متخاصمان، شکار برای اکتبر سرخ، بازی‌های میهن‌پرستانه، خطر آشکار اشاره کرد.